# Station Hardinxveld-Giessendam (1885)
Station Hardinxveld-Giessendam (telegrafische code: hag) is een voormalig treinstation aan de Nederlandse spoorlijn Elst - Dordrecht, destijds geëxploiteerd door de Maatschappij tot Exploitatie van Staatsspoorwegen en aangelegd door de Staat der Nederlanden. Het station lag ten oosten van Giessendam en ten noorden van Boven-Hardinxveld en het Kanaal van Steenenhoek. Aan de spoorlijn werd het station voorafgegaan door stopplaats Giessen-Nieuwkerk en gevolgd door stopplaats Giessendam-Oudekerk.
Station Hardinxveld-Giessendam werd geopend op 16 juli 1885. Bij het station was een statig stationsgebouw aanwezig. Het station was echter ongunstig gelegen ten opzichte van de nabijgelegen kernen. Bewoners van Giessendam maakten zo bijvoorbeeld gebruik van stopplaats Giessendam-Oudekerk. Vandaar dat het station al op 15 mei 1927 werd gesloten. Het stationsgebouw is in 1937 gesloopt.
De stopplaats Giessendam-Oudekerk, anderhalf kilometer westelijker gelegen, werd tot tweemaal hernoemd en kreeg in 1957 de naam Station Hardinxveld-Giessendam.
0: Elst ·
1: Vork ·
6: Valburg ·
11: Zetten-Andelst ·
15: Hemmen-Dodewaard ·
17: Opheusden ·
21: Kesteren ·
25: Schaapsteeg ·
27: Echteld ·
33: Tiel ·
35: Tiel Passewaaij ·
37: Wadenoijen ·
41: Utrechtsche Straatweg ·
45: Geldermalsen ·
51: Beesd ·
55: Rhenoy ·
58: Leerdam ·
66: Arkel ·
Gorinchem Noord ·
71: Gorinchem ·
73: Schelluinen ·
75: Giessen-Nieuwkerk ·
77: Boven Hardinxveld ·
78: Hardinxveld-Giessendam (1885) ·
79: Hardinxveld-Giessendam (1957) ·
80: Gasfabriek ·
Hardinxveld Blauwe Zoom ·
84: Sliedrecht ·
87: Sliedrecht Baanhoek ·
90: 't Visschertje ·
91: Dordrecht Stadspolders ·
94: Dordrecht